# Antoine Julen
Antoine Julen oder auch Anton Julen (* 20. Februar 1898 in Zermatt; † August 1982 ebenda) war ein Schweizer Skilangläufer aus Zermatt, der in der Militärpatrouille bei den ersten Olympischen Winterspielen in Chamonix 1924 die Goldmedaille gewann.

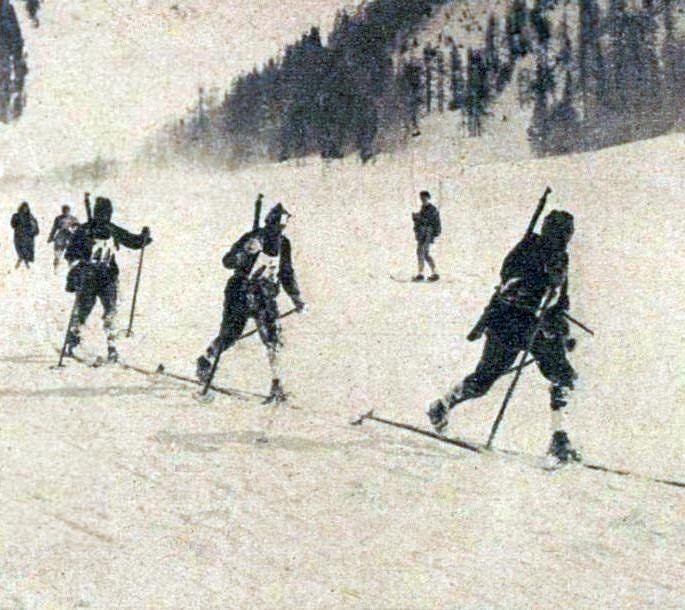
Die Schweizer Siegerpatrouille 1924

Das Schweizer Team, das aus Alfred Aufdenblatten, Alphonse Julen, Antoine Julen und Denis Vaucher bestand, belegte den ersten Platz im Wettbewerb vor Finnland und Frankreich.
Er war der Bruder von Alphonse Julen sowie Vetter des Olympioniken Oswald Julen (Nordische Kombination) und des Skilangläufers Simon Julen.